# Satoshi Ohno
Satoshi Ohno (大野智, Ōno Satoshi; Mitaka, Tòquio, 26 de novembre de 1980) és un conegut idol, cantant i actor japonès, membre del grup Arashi, que pertany a l'agència de talents masculins Johnny & Associates. S'uní als Johnny's Jr. l'any 1994, amb catorze, i pel seu èxit en aquesta fase de preparació va ser escollit per formar part d'Arashi el 1999, que va debutar el novembre d'aquell any amb el single A·RA·SHI, i en va esdevenir el seu líder i un dels principals vocals; també té una gran habilitat en la dansa, el ritme i els reflexos. Ha participat, altrament, a nombroses sèries de televisió.